# Nuoto artistico ai I Giochi panamericani giovanili
Le competizioni di nuoto artistico ai I Giochi panamericani giovanili si sono svolte dal 2 al 4 dicembre a Cali, in Colombia

## Podi
| Evento        | Oro | Punteggio | Argento                                                                                              | Punteggio | Bronzo | Punteggio |
| Duo femminile | Itzamary Gonzalez Marla Fernanda Arellano                                                                                              | 163.3175  | Anya Melson Megumi Field                                                                             | 157.0661  | Jaddy Portela Passos Jullia Gomes Soares                                                                                      | 151.6635  |
| Team          | Geraldine Vazquez Izamary Gonzalez Marla Fernanda Arellano Miranda Barrera Paulina Parra Samantha Carmona Veronica Aranda Ximena Ortiz | 163.8171  | Anya Melson Atira O'Neil Claudia Coletti Elisa Brunel Emily Ding Ivy Davis Keana Hunter Megumi Field | 162.6907  | Daniella Molano Danna Corredor Juliana Pacheco Natalia Ruiz López Salome Espitia Sofia Abarca Valentina Argoti Valeria Argoti | 150.4320  |
| Highlight     | Geraldine Vazquez Izamary Gonzalez Marla Fernanda Arellano Miranda Barrera Paulina Parra Samantha Carmona Veronica Aranda Ximena Ortiz | 82.8000   | Anya Melson Atira O'Neil Claudia Coletti Elisa Brunel Emily Ding Ivy Davis Keana Hunter Megumi Field | 79.4000   | Daniella Molano Danna Corredor Juliana Pacheco Natalia Ruiz López Salome Espitia Sofia Abarca Valentina Argoti Valeria Argoti | 76.5667   |
| Duo misto     | Ivy Davis Kenneth Gaudet | 154.0606  | Ximena Ortiz Diego Villalobos                                                                        | 152.4413  | Celina Seabra Rangel Murillo Teixeira da Cunha                                                                                | 142.3841  |